# Mayen (Niemcy)
Mayen – miasto w Niemczech w kraju związkowym Nadrenia-Palatynat, w powiecie Mayen-Koblenz, siedziba gminy związkowej Vordereifel, do której jednak miasto nie należy.

## Zabytki
- Zamek Bürresheim

W mieście rozwinął się przemysł włókienniczy oraz maszynowy.

## Współpraca
- Godalming, Wielka Brytania
- Uherské Hradiště, Czechy
- Cyabingo, Rwanda